# Taybeh

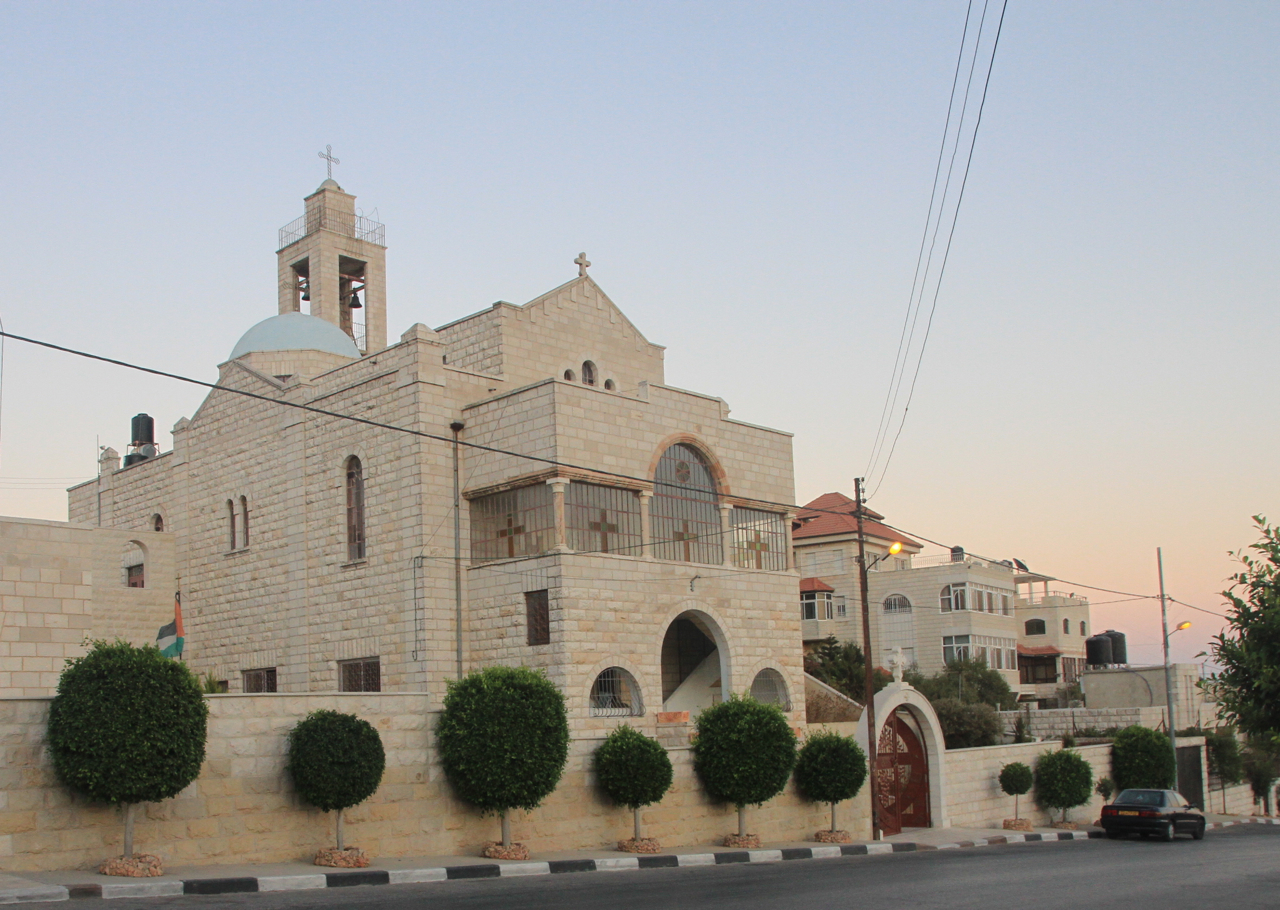
Kerk in Taybeh, (2010)

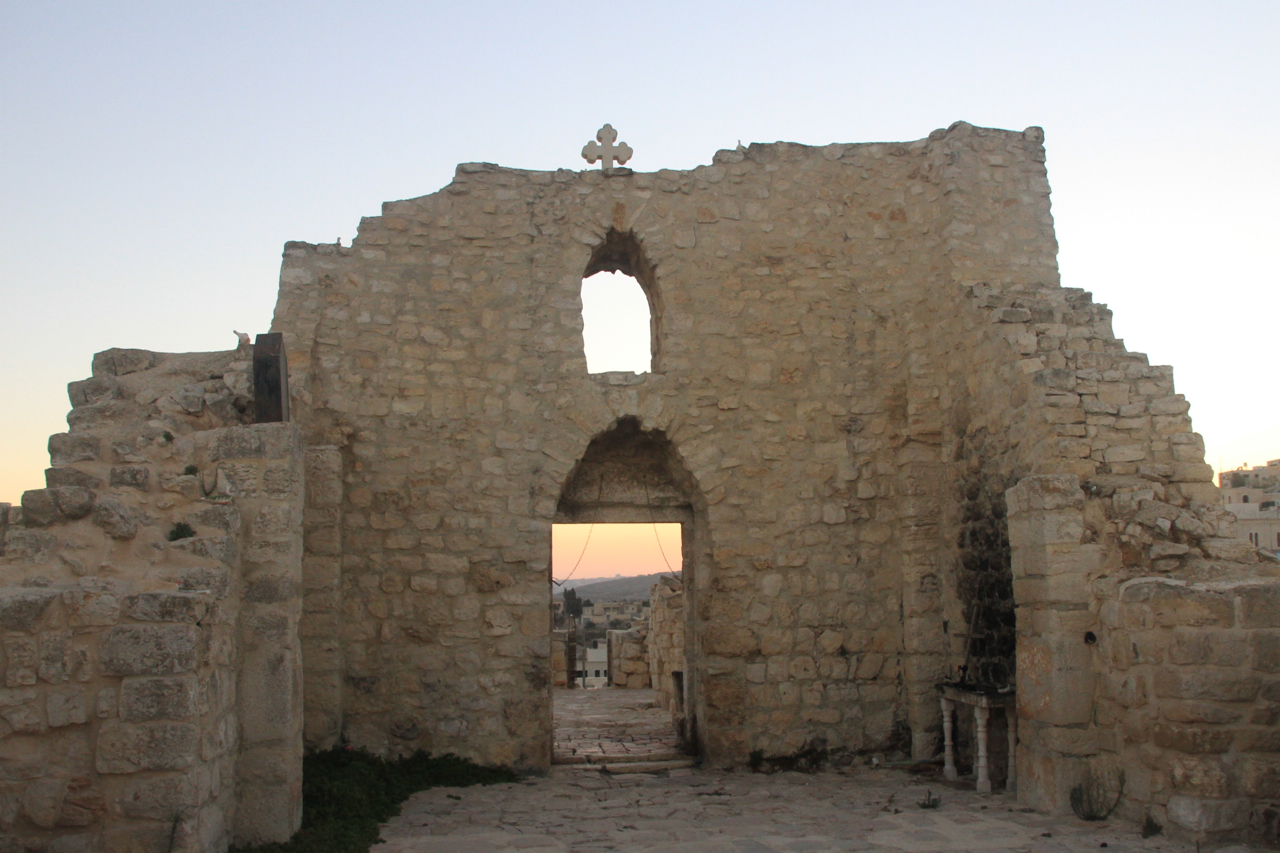
Ruïnes van de Kerk van Sint George (2010)

Taybeh (Arabisch: الطيبه) is een Palestijnse plaats, gelegen op de Westelijke Jordaanoever van Palestina in het gouvernement Ramallah & Al Bireh.
Het dorp ligt op 850 meter hoogte boven zeeniveau, 12 kilometer ten noordoosten van Ramallah, en 30 kilometer ten noordoosten van  Jeruzalem

## Beschrijving
Taybeh is, van de christelijke dorpen in Palestina, het enige geheel christelijke dorp. In 2011 had het een bevolkingsaantal van ongeveer 1400. In 2017 had Taybeh 1340 inwoners.
De inwoners behoren tot drie christelijke kerkgenootschappen: de Latijnse (Rooms-Katholieke) kerk, de Grieks-Orthodoxe kerk en de Melkitische (Grieks Katholieke kerk. In Taybeh staat een grote Grieks-orthodoxe Byzantijnse kerk, Sint George, gebouwd in de vijfde eeuw.
Er is een Grieks-Orthodox Patriarchale school en een Latijnse school. De leerlingen komen ook van omliggende dorpen.
Er is ook nog een overblijfsel van een kasteel uit de tijd van de kruistochten.
In 1187 werd door Saladin aan de zeer oude Kanaänitische plaats de naam Taybeh (Prachtig van naam) gegeven.
Het centrum is een van de mooiste in Palestina, met witte huizen die doen denken aan een Spaanse Pueblo.
In Taybeh is de gelijknamige brouwerij gevestigd, met het traditionele bekende Taybeh Bier.

## Door Israël bezet
Sinds 1967 is de gehele Westelijke Jordaanoever door Israël bezet. Er bevinden zich verspreid militaire grensposten met checkpoints en Israëlische wegen die voor Palestijnen niet toegankelijk zijn. Op Palestijns grondgebied zijn sindsdien Religieus-zionistische Israëlische nederzettingen gebouwd, (illegaal onder Internationaal recht, die zich steeds sneller uitbreiden op Palestijns grondgebied en Palestijnse dorpjes wegdrukken. Door middel van het plaatsen van caravans als buitenposten/outposts op Palestijns (privé)grondgebied proberen kolonisten meer land in te pikken en de Palestijnse bewoners ervan te verjagen, vaak met gebruik van geweld; en gedoogd en beschermd door het Israëlische leger.

### Kolonistenterrorisme
In april 2013 vielen Israëlische kolonisten met geweld een klooster en zijn aangrenzende kapel in Taybeh binnen en hesen een Israëlische vlag op het gebouw.
Sinds 2023, na de beëdiging van de nieuwe extreemrechtse regering van Netanyahu is het geweld van kolonisten tegen Palestijnse dorpen en hun inwoners over de gehele Westelijke Jordaanoever sterk toegenomen; meestal ongestraft en in aanwezigheid van of geholpen door het Israëlische defensieleger(IDF).
In mei 2025, terwijl de in oktober 2023 uitgebroken oorlog in Gaza nog steeds bezig was, werd op het grondgebied van Taybeh een nieuwe nederzetting/buitenpost gevestigd. Als onderdeel van een serie gewelddadige razzia's tegen Palestijnse dorpen vielen op 25 juni 2025 tientallen gewapende kolonisten Taybeh en het nabijgelegen dorp Kafr Malik binnen en staken huizen en voertuigen in brand. In Kafr Malik werden drie Palestijnen doodgeschoten nadat Israëlische militairen van een nabijgelegen legerpost erbij gekomen waren; het was onduidelijk of dat door kolonisten of door het leger was gedaan. Op 7 juli werd in Taybeh brand gesticht bij de begraafplaats en de ruïnes van de Kerk van Sint George, en de weg ernaartoe werd met een oude auto versperd. De brand werd door inwoners geblust.
Na meldingen van verscheidene aanvallen in het gebied bezochten kerkleiders en delegaties uit meer dan 20 landen – waaronder het Verenigd Koninkrijk, Rusland, China, Japan, Jordanië en de Europese Unie – het dorp op maandag 14 juli 2025. Ze riepen op om de kolonisten verantwoordelijk te houden voor het geweld.
De Grieks-orhodoxe patriarch Theofilus III van Jeruzalem en Latijns patriarch Pierbattista Pizzaballa stelden dat de Israëlische autoriteiten nalieten te reageren op de noodoproep van de gemeenschap: "Taybeh is de laatste geheel christelijke plaats op de Westelijke Jordaanoever. Deze acties zijn een directe en opzettelijke bedreiging voor onze plaatselijke gemeenschap, maar ook voor het historische en religieuze erfgoed van onze voorouders en heilige plaatsen." Pizzaballa zei: "We zien hier dat het om een systematische aanslag op christenen gaat. Zelfs tijdens een oorlog moeten heilige plekken beschermd worden".
In een aparte verklaring eisten de kerkleiders een onderzoek en riepen de Israëlische autoriteiten op de kolonisten verantwoordelijk te houden. Ook meldden ze dat de kolonisten hun vee lieten grazen op Palestijns land, huizen in brand hadden gestoken en op een bord erbij hadden geschreven: "there is no future for you here". Daarna hielden de kerkleiders een gebedsstond bij de Kerk van Sint George.
Palestijnen meldden dat kolonisten en soldaten die zelfde dag nog meerdere aanvallen uitvoerden; in het dorp al-Maniya bij Bethlehem ontwortelden kolonisten honderden olijfbomen en de Israëlische autoriteiten verwoestten een woonhuis van vier verdiepingen.
De beide patriarchen van Jeruzalem gingen kort daarna, op 17 juli, naar Gaza waar de enige Katholieke kerk door het Israëlische leger was gebombardeerd.
Op 19 juli bracht de Amerikaanse ambassadeur in Israël, Mike Huckabee, een bezoek aan Taybeh. Hij noemde de brandstichting een daad van terreur, riep op tot harde straffen voor de daders en uitte kritiek op de Israëlische autoriteiten vanwege gebrek aan optreden tegen het geweld. De Israëlische regering had tot dan toe geen reactie gegeven op de recente aanvallen in Taybeh. Ook bleef een officiële reactie uit op de dood van twee Palestijnen vorige week, waaronder een Palestijns-Amerikaanse man die volgens berichten werd doodgeslagen door Joodse kolonisten in de buurt van het dorp Sinjil.